# Riol
Riol là một đô thị thuộc huyện Trier-Saarburg, bangn Rheinland-Pfalz, Đức, gần Trier. Riol có diện tích 6,31 km2, dân số thời điểm 31 tháng 12 năm 2006 là 1100 người.